# Przemysław Żołnierewicz
Przemysław Żołnierewicz (Pasłęk, 3 luglio 1995) è un cestista polacco.

## Palmarès
- Coppa di Polonia: 1

Stal Ostrów: 2019
- Supercoppa polacca: 1

Zielona Góra: 2021